# NIC-35D
La NIC-35D  es una importante carretera nacional clasificada como troncal principal en Nicaragua. Esta vía comienza en el Sur, conectándose con la NIC-3 a la altura de San Sebastián de Yalí, Departamento de Jinotega y culmina en la Avenida Central en el centro de La Rica en el departamento de Jinotega. 

## Extensión
Con una extensión de 14,6 millas (23,5 km), la NIC-35D juega un rol clave en la conectividad y transporte de la región.